# Marmorpalast

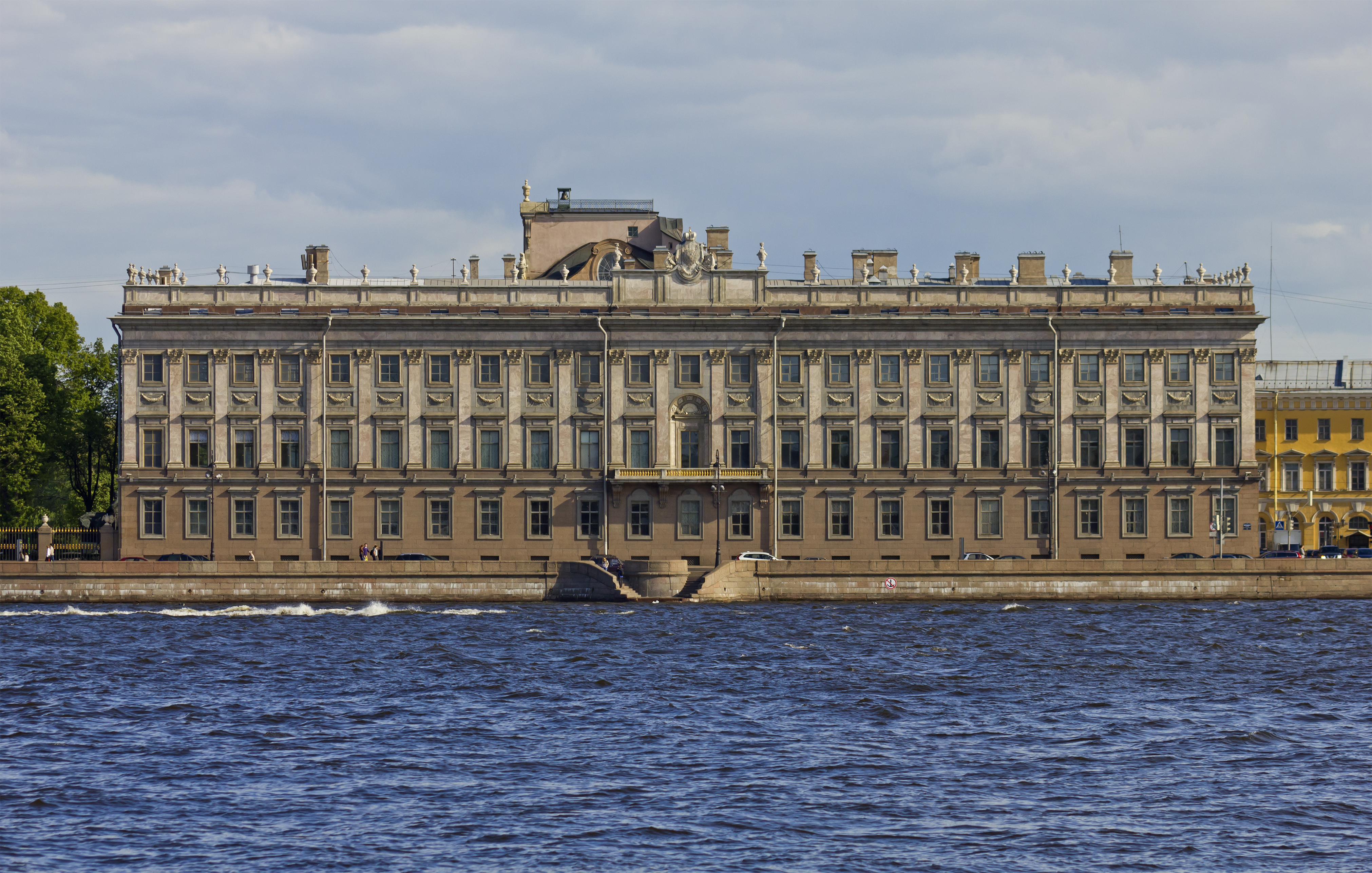
Marmorpalast

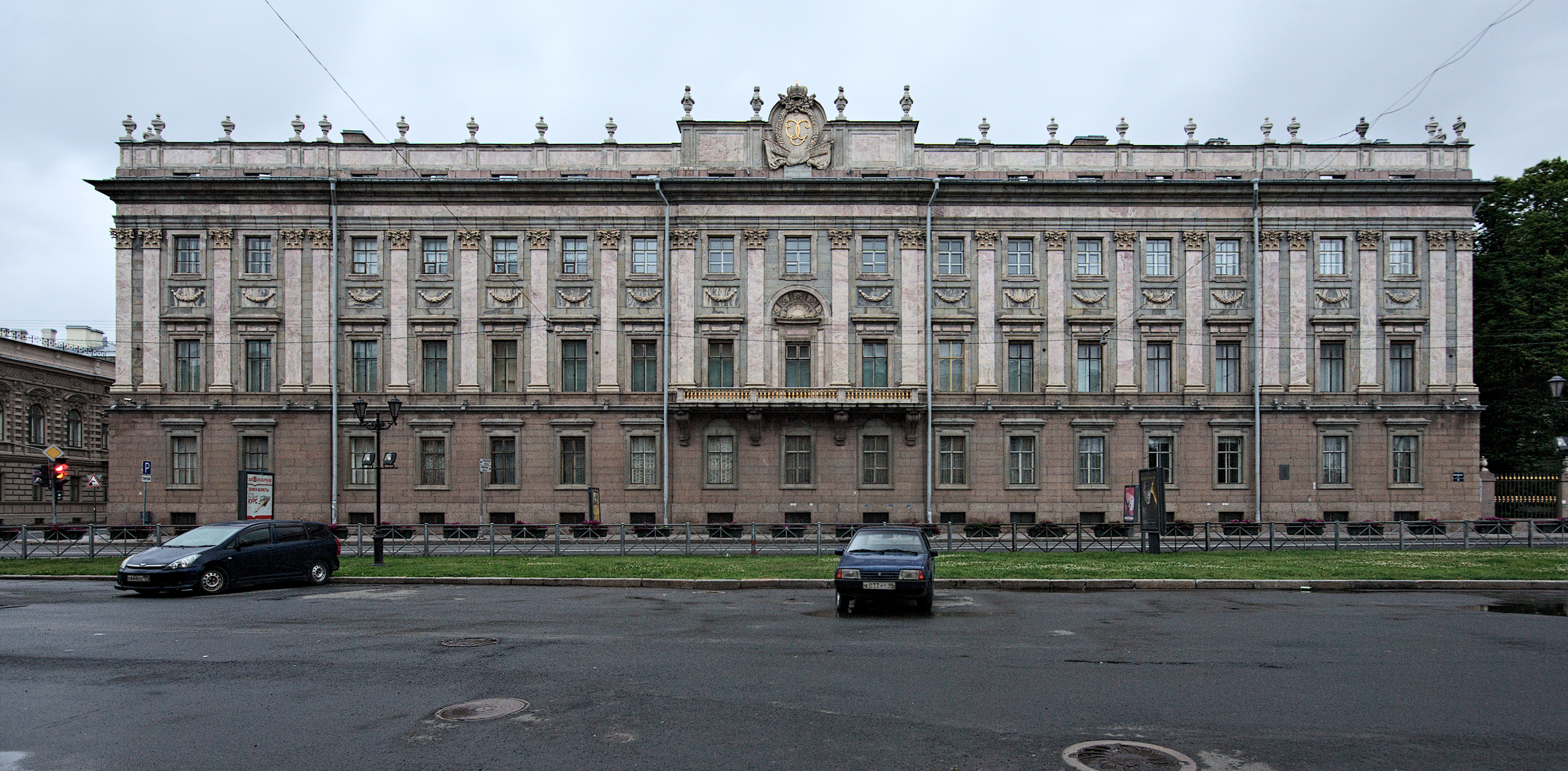
Marmorpalast vom Marsfeld

Der Marmorpalast (russisch Мраморный дворец) ist ein 1768–1785 erbautes Palais in Sankt Petersburg, das heute als Museum genutzt wird. Er befindet sich auf der 1. Admiralitätsinsel  im Stadtbezirk Zentralny.
Das Gebäude wurde im Auftrag von Katharina II. von Antonio Rinaldi für ihren Liebhaber Grigori Orlow erbaut, doch dieser starb vor der Fertigstellung. Stanislaus II. August Poniatowski, der letzte König Polens, lebte von 1797 bis zu seinem Tod am 12. Februar 1798 im Palast. Die frühklassizistische Fassaden sind aufwendig aus Granit und verschiedenen Marmorsorten gefertigt. Spätbarocke Stilelemente sind im Schmuck des Uhrturmes über dem Hauptportal zu erkennen. Treppenhaus und Großer Saal gehören noch zur ursprünglichen Inneneinrichtung, andere Räume wurden 1844–1851 von Karl Brjullow in neugotischen Stilformen neu dekoriert.
Während der Sowjetzeit beherbergte der Palast das Lenin-Museum, danach einen Teil des Russischen Museums. Heute wird hier eine Dauerausstellung moderner Kunst präsentiert. Der deutsche Schokoladenfabrikant Peter Ludwig und seine Frau hatten 1995 Teile ihrer Sammlungen zur russischen und westlichen Nachkriegskunst dem Russischen Museum geschenkt.
Seit 1994 steht im Innenhof ein bronzenes Reiterstandbild des Zaren Alexander III. († 1894). Ursprünglich bildete es den Mittelpunkt des zentralen Snamenskaja-Platzes im Zuge des Newski-Prospektes vor dem Moskauer Bahnhof. Nach den revolutionären Unruhen des Jahres 1905, die an der Macht der Romanows gerüttelt hatten, hatte Zar Nikolaus II. ein demonstratives Herrschaftszeichen aufstellen wollen. Fürst Pavel Troubetzkoy entwarf dazu das 1909 aufgestellte Denkmal, doch „die Bevölkerung empfand das Standbild als lächerlich, da Alexander III. auf einem sehr groben, fast störrisch wirkenden Pferd saß, das die Schwerfälligkeit der Autokratie zu verdeutlichen schien.“ Spottverse nannten es das Nilpferd auf der Kommode.